# Filtro fotográfico
Um filtro fotográfico é um acessório de câmera fotográfica ou de vídeo que possibilita o manejo de cores e/ou a obtenção de efeitos de luz pela sua inserção no caminho ótico da imagem.

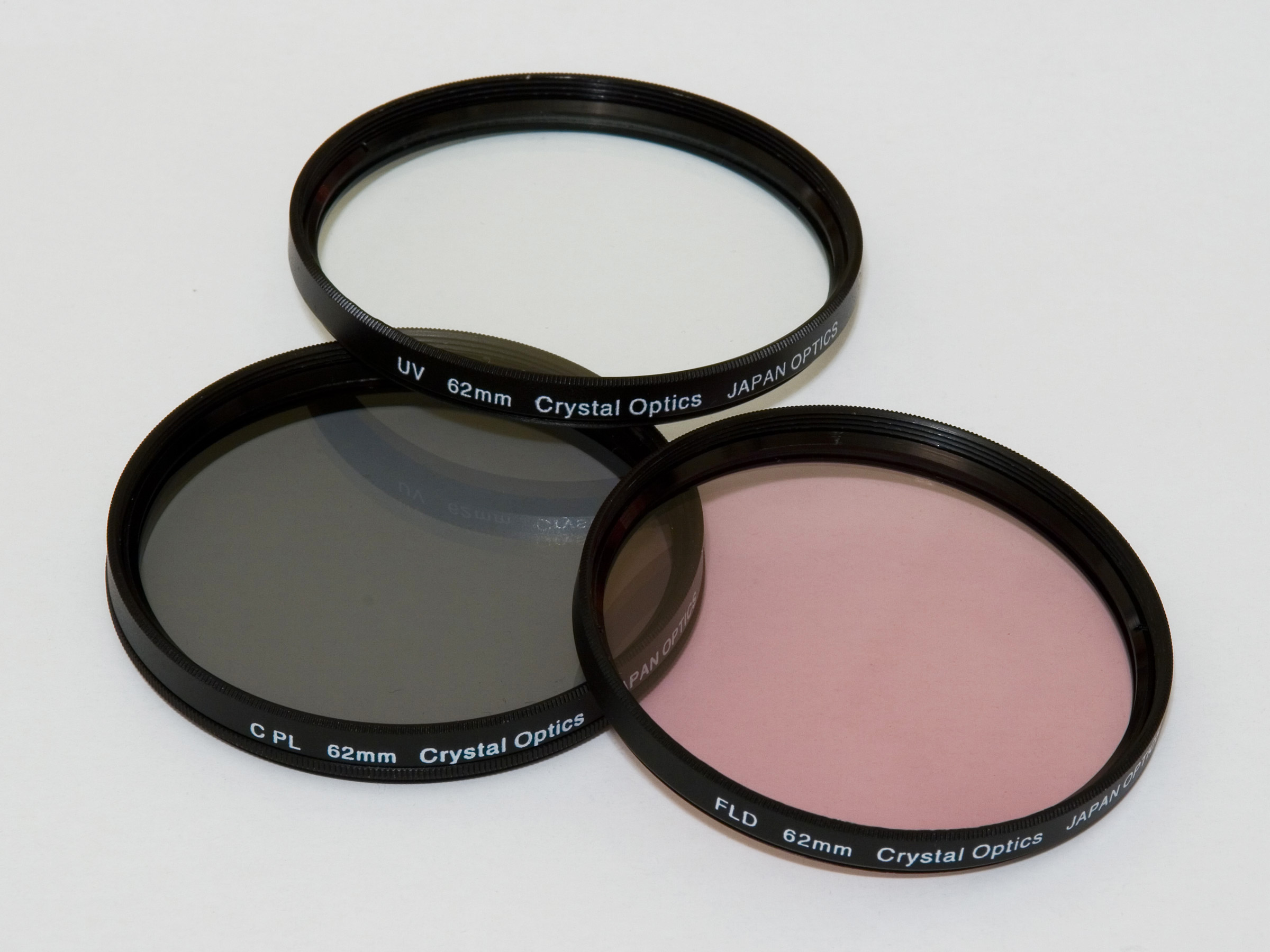
Filtro ultravioleta, polaróide e FL-D (fluorescente tipo "luz do dia") de 62 mm

Os filtros são de gelatina, plástico, vidro ou cristal, na maioria das vezes montadas em anéis rosqueáveis na objetiva, ou em anéis elásticos para montar no cilindro liso da objetiva. Filtros circulares são mais comuns, mas uma gama de filtros mais ampla, de dezenas de filtros, é disponibilizada em formato quadrado, para serem encaixados em magazines de porta-filtros "universais".
Grande parte das câmeras fotográficas digitais não dispõem de roscas nas suas objetivas. Para estas câmeras, há porta-filtros especiais que são rosqueados na base da câmera.

## Finalidade dos filtros
A finalidade básica dos filtros fotográficos é a de filtrar a luz adequando-a às características do filme ou sensor de imagem.
Algumas poucas situações exigem o emprego do filtro.
- fotografia a altas altitudes (dois mil metros ou mais);
- fotografia à sombra tirada ao meio-dia;
- fotografia à contra-luz com sol baixo;
- presença de reflexos indesejáveis (na superfície da água, de uma vitrine).

A presença de luz mista às vezes é inevitável ou até mesmo necessária. Nesta situação os estúdios fotográficos, ou de cinema e TV fazem uso de filtros de gelatina em folhas para aplicar, não na direção da câmera, mas na direção da fonte de luz, como em janelas e refletores de luz.
Para fotógrafos exigentes, o efeito de um filtro varia de conforme a objetiva utilizada, ou de acordo com o modelo da câmera, no caso de câmeras compactas. Além disso, nem sempre o emprego do filtro leva a resultados sensivelmente melhores, sendo necessário tirar uma foto com filtro e outra sem filtro para notar a diferença.
Tanto para fotógrafos profissionais como para amadores exigentes, o filtro fotográfico é considerado útil para proteção do equipamento, evitando danos à lente da objetiva.

## Os filtros na fotografia analógica e digital
As câmeras fotográficas digitais de preço mais elevado podem usar todos os filtros utilizados por câmeras analógicas sem o uso de adaptadores especiais. Já as câmeras digitais compactas (mais econômicas) dispõem de algoritmos que simulam filtros de correção e outros filtros como o sépia e o difusor, e não facilitam o uso de filtros reais (óticos).
As câmeras compactas, com raras exceções, não têm rôsca na objetiva para montagem de filtros rosqueáveis, além disso, as objetivas são retráteis, não admitindo a montagem de filtros elásticos.
Como as câmeras analógicas mais populares, que não dispõem de objetivas receptivas a filtros, as câmeras digitais também podem fazer uso de filtros menos comuns, através da montagem de um magazine para filtros roscado na base da câmera.

## Usos de filtros em fotografia
Filtros fotográficos podem ser classificados pelos seus usos:
- Transparente e Ultravioleta
- Correção de Cor
- Subtração de Cor
- Aumento de Contraste
- Infravermelho
- Densidade Neutra
- Polarizador
- Efeitos Especiais, de vários tipos, incluindo:
  - Gradientes
  - Suavização
  - Tonalidade Sépia

### Transparente e ultravioleta
Filtros de cristal transparente exclusivamente para proteção de lentes são raros. A maioria dos fotógrafos prefere utilizar filtros UVs e Skylights para esta finalidade por agregarem valor à fotografia, mesmo que estes valores sejam imperceptíveis.
Os filtros UV bloqueiam a passagem de luz ultravioleta invisível para evitar que a ela afete o filme ou sensor de imagem que não são insensíveis a este tipo de radiação. O filtro é usado onde a radiação UV está mais presente, ou seja, em regiões equatoriais, a grandes altitutes.
Os filtros UV são preferidos para efeito de proteção da objetiva da câmera por serem mais neutros em relação às cores que os filtros Skylight.
Já os filtros Skylight têm cor levemente rosada, são filtros UV que se usam para neutralizar os efeitos dos raios UV que tendem a estender o tom azulado sobre áreas de sombra à luz do dia plena. Os filtros Skylight costumam combinar funções de filtro UV, filtro de azul e filtro de difusão.

### Correção de cor
Os filtros de conversão (um tipo de filtro de correção de cor) foram muito usados para fotografar com luz natural ou com luz artificial sem trocar o filme por outro mais adequado a esta ou aquela condição de luz específica. Filtros de cor azul (série 80 da Kodak wratten) eram usados para converter luz artificial em  luz adequada para filmes do tipo Daylight e, vice-versa, filtros de cor âmbar (série 85) eram usados para tornar a luz natural adequada para filmes tipo Tungsten.
Embora seja comum as câmeras digitais compactas terem pre-sets para diversas condições de luz, somente algumas câmeras de filmar traziam filtros de conversão embutidos na própria câmera.
Pequenas diferenças entre temperaturas de cor de lâmpadas photoflood. A e lâmpadas photoflood B (3400 K e 3200 K respectivamente) são possíveis de ser corrigidas em câmeras digitais de preço mais elevado. Já as câmeras compactas podem tirar proveito dos chamados de filtros de compensação. Ao fotografar utilizando lâmpadas photoflood. A com câmera compacta configurada para Tungsten obtém-se melhor balanço de cores utilizando-se um filtro de cor âmbar 81A. Freqüentemente, a utilização de filtro azul 82A ou 82B resulta em fotos com cores mais equilibradas ao fotografar em ambiente iluminado com lâmpadas incandescentes comuns do que com a câmera simplesmente ajustada para Tungsten.
Tradicionalmente fotógrafos profissionais usavam kits de filtros de correção de cor CMY conhecidos como filtro CC, idênticas àquelas que eram usadas em laboratório fotográfico, para neutralizar dominância de cores diferentes daqueles provocada por lâmpadas incandescentes. Esses filtros continuam sendo úteis para filmagens.

### Filtros de contraste
Os filtros de contraste diferem dos filtros de densidade por serem coloridos. Têm graduação que vai de 0 a 5. São usados para controlar o contraste relativo dos tons cinza com base na avaliação dos efeitos do filtro colorido sobre cores asemelhadas, diferentes e antagônicas que compõe o quadro. Assim, os filtros podem ser aplicados para aumentar o contraste ou, ao contrário, para suavizar o contraste de tons.
A manipulação dos contrastes de tons é bastante facilitada por editores gráficos em que se pode simular a aplicação de filtros de contraste para obter bons resultados por tentativa e erro.
Em fotografias que incluem a fonte de iluminação geralmente apresentam excesso de contraste que deve (ou só pode) ser corrigida previamente com filtro adequado.

### Infravermelho
O filtro infravermelho é aplicado à objetiva da câmera carregada com filme conhecido como infrared para obter imagens em preto-e-branco geradas exclusivamente pela radiação infravermelha.
Câmeras digitais que usam um sensor de imagem no lugar de um filme também se prestam a este tipo de fotografia. Os sensores de imagens da maioria das câmeras digitais de fotografia e de vídeo são sensíveis a radiações infravermelhas (IR) como os filmes infrared, que são sensíveis ao IR sem serem exclusivamente sensíveis a eles.
Em algumas câmeras digitais, a sensibilidade aos raios UV (ultravioleta) e aos IR (infravermelho) é neutralizada por filtros de bloqueio UV/IR, mas outras câmeras como a Finepix IS-1
da Fujifilm admitem o desbloqueio do filtro UVIR, o que as torna sensíveis aos UV e IR. Estas câmeras são próprias para a fotografia infravermelha com a adição dos tradicionais filtros infrared.
A radiação infravermelha, sendo invisível, não tem cor associada a ela. Nos filmes infrared a cores a radiação infravermelha é tornada visível em cores avermelhadas. Algumas câmeras digitais da Sony manipulam a radiação infravermelha e representam a radiação infravermelha em tons esverdeados, como em alguns dispositivos militares monocromáticos de visão noturna.

### Densidade neutra (ND)
O filtro de densidade neutra provoca uma redução uniforme da quantidade de luz que incide sobre o filme ou sensor de imagem. Usa-se geralmente para reduzir o valor de exposição (EV) com o propósito de obter combinações de abertura de diafragma e velocidade de obturação mais adequadas para a foto. Por exemplo, para obter um fundo desfocado que dê melhor destaque aos objetos situados no plano em foco.
Encontram-se comumente filtros ND em densidade 2X, 4X e 8X que baixam o valor de exposição em um, dois ou três pontos.

### Polarizador
Os filtros polarizadores ou polaróides são usados geralmente para eliminar brilhos e reflexos indesejáveis como as imagens refletidas nas vidraças das janelas ou nas vitrines que atrapalham a visão do seu interior porém não tira o reflexo de metais. Eventualmente são utilizados também para reforçar a imagem refletida na superfície que é de luz polarizada.
Há dois tipos de filtros polarizadores: o linear e o circular. O filtro polarizador circular é ajustável, dando ao fotógrafo a possibilidade de controlar o grau de efeito desejado. O polaróide linear é fixo, não oferece a possibilidade de controlar o efeito, mas pode ser usado em câmeras de filmar ou na fotografia de ação.
O filtro polaróide circular é assim chamado pela orientação dos cristais
e fibras plásticas que se estendem circularmente no plano do filtro e não devem ser confundidos com filtros de polarização circular.

### Balanço de cores
Os filtros para balanceamento de cores têm seu campo de aplicação na fotografia digital profissional ou avançada para realizar um ajuste prévio e preciso do balanço do branco em função da iluminação que incide sobre o cenário.
O filtro vai montado na câmera digital que é apontada para a fonte de iluminação para que efetue as compensações necessárias à neutralização das diferenças de cor entre a fonte de iluminação e o branco de referência da câmera.
O filtro difunde a luz incidente para efeito de balanceamento de cores, mas pode também ter uma transmitância controlada para 18% para servir à fixação do valor de exposição (EV) pelo método da luz incidente.

### Efeitos especiais
Há um grande número de filtros que produzem efeitos especiais, muitos deles inventado por Jean Coquin.
- O Star que transforma pontos de luz brilhante em estrêlas de várias pontas;
- o Diffractor que difracta os pontos de luz brilhantes da imagem;
- o Multi Image que replica a imagem em paralelo ou em círculos;
- o Speed que cria um efeito de rastro linear na imagem;
- o Cyclone que cria um rastro circular;
- o Radial Zoom que cria rastros radiais;
- o kit de vinhetas diversas;
- o Doble Exposure para montagem de fotos por dupla exposição;
- o Doble Mask, também para fotomontagens;
- o filtro Graduated, o Pastel, o Diffuser, o Sepia, o Center Spot, etc.

A maioria dos efeitos especiais que são obtidos com filtros óticos criativos podem ser obtidos em editores de fotos digitais, seja como um recurso integrado eles, seja na forma de plug-ins que acrescentam um novo recurso ao editor.

## Acessórios para lentes
Juntamente com as lentes, são utilizados filtros de luz, Lentes macro, teleconversores, Big Angle e tele, outras lentes por meio de anéis de envolvimento, anéis reversíveis, anéis de Elevação e redução, anéis de Extensão Macro, compêndios, Suportes de anel no corpo da lente para montá-lo em um tripé.